# Slätsporig brandskål
Slätsporig brandskål (Peziza lobulata) är en svampart som tillhör divisionen sporsäcksvampar, och som först beskrevs av Josef Velenovský, och fick sitt nu gällande namn av Svr?ek. Slätsporig brandskål ingår i släktet Peziza, och familjen Pezizaceae. Arten är reproducerande i Sverige.